# Мексиканский залив
Мексика́нский зали́в (исп. Golfo de México, англ. Gulf of Mexico, фр. Golfe de Mexique), в США с 2025 года официально — Америка́нский зали́в (англ. Gulf of America) — внутреннее море западной части Атлантического океана. Ограничен с северо-запада, севера и востока побережьем США (штаты Флорида, Алабама, Миссисипи, Луизиана и Техас), на юге и юго-западе — побережьем Мексики (штаты Тамаулипас, Веракрус, Табаско, Кампече, Юкатан), а также островом Куба на юго-востоке. Площадь залива — 1543 тыс. км², около половины составляют континентальные шельфовые воды; объём воды оценивается от 2,332 до 2,434 млн км³.
Энергия нагреваемых в летний период вод залива служит основой для формирования сильных тропических штормов и мощных ураганов, крупнейшие из которых (Катрина, Густав, Иван и др.) практически ежегодно приводят к разрушительным последствиям в прибрежных регионах. Имеет важное хозяйственное значение для государств, омываемых им. Является одним из самых тёплых водоёмов в мире.
Мексиканский залив образовался примерно 300 миллионов лет назад в результате тектоники литосферных плит. Поверхность залива по форме напоминает овал шириной около 1,5 тысяч километров. Дно залива покрыто осадочными породами. Сообщается с Атлантическим океаном через Флоридский пролив между США и Кубой, а с Карибским морем через Юкатанский пролив между Кубой и Мексикой. Мексиканский залив и Карибское море иногда объединяют под названием Американское Средиземное море. Из-за слабой связи с Атлантическим океаном залив испытывает лишь небольшие приливы и отливы.

## Происхождение
По общепринятому мнению, залив сформировался в результате движения литосферных плит (тектоники плит) около 300 миллионов лет назад. В 2002 году геолог Майкл Стэнтон высказал альтернативную гипотезу происхождения залива — в результате столкновения с крупным метеоритом примерно в конце пермского периода (около 252 млн лет назад). Однако специалисты по геологии залива не поддержали эту гипотезу. Не следует путать недоказанную гипотезу Стэнтона с появлением крупного ударного кратера Чиксулуб диаметром около 180 км на юкатанском побережье залива, вероятно образовавшемся около 65 миллионов лет назад в результате падения астероида.

## История
До начала эпохи Великих географических открытий европейцев берега залива населяли самые разнообразные индейские племена Америки, находившиеся на разных стадиях развития. На юге — в Мексике, на полуострове Юкатан процветали довольно продвинутые в хозяйственном плане рабовладельческие цивилизации майя и ацтеков с крупными городами и развитой инфраструктурой. На Кубе проживали племена караибов и араваков. На северном, прохладном, берегу залива жили племена охотников и собирателей (чокто), находившиеся на стадии родоплеменного/общинного строя. Прибытие европейцев и особенно борьба между европейскими державами за контроль над водами и берегами залива привело к постепенному слому традиционных укладов жизни индейских общин региона. И если испанская (Испанская Мексика, Испанская Флорида) и французская (Французская Луизиана, Новая Франция) колониальные модели в значительной степени позволяла индейцам, африканским рабам и европейцам сосуществовать в рамках единой колониальной империи, отчасти делая уступки в виде пласажа и метисации, то более агрессивная англо-американская модель подчёркивала абсолютное превосходство англосаксонского элемента как единственно возможного. После покупки Луизианы, оккупации Флориды и захвата Техаса в первой половине XIX века северный берег залива перешёл под юрисдикцию США и претерпел сильное ландшафтное изменение, связанное с развитием городов и бурным ростом населения. Ныне население залива имеет крайне смешанный характер — белые переселенцы самого разнообразного происхождения, каджуны, афроамериканцы, мулаты и метисы (преимущественно мексиканцы и кубинцы).

## География
Флоридский пролив соединяет Мексиканский залив с Атлантическим океаном, а Юкатанский пролив с Карибским морем. Благодаря сравнительно небольшой ширине этих проливов приливные явления выражены слабо. В Мексиканский залив впадает множество рек, включая р. Миссисипи, р. Алабама, р. Пёрл, р. Нуэсес, р. Сан-Антонио.
Восточные, северные и северо-западные берега Мексиканского залива пролегают вдоль штатов Флорида, Алабама, Миссисипи, Луизиана и Техас. Американская часть побережья залива охватывает 2700 км, и в неё поступает вода из 33 крупных рек, которые проходят через 31 штат. Юго-западные и южные берега в заливе лежат вдоль мексиканских штатов Тамаулипас, Веракрус, Табаско, Кампече, Юкатан и северной оконечности Кинтана-Роо. Мексиканская часть побережья залива охватывает 2805 км. В юго-восточной части залив граничит с Кубой. В заливе находятся основные американские, мексиканские и кубинские рыбные промыслы. Внешние окраины широких континентальных шельфов Юкатана и Флориды получают более глубокие, обогащенные питательными веществами воды из глубин в результате апвеллинга, который стимулирует рост планктона в эвфотческой зоне. Это привлекает рыбу, креветок и кальмаров. Речной сток и атмосферные осадки из промышленных прибрежных городов также обеспечивают питательными веществами прибрежную зону.
Тёплое течение Атлантического океана и один из самых сильных океанских течений, Гольфстрим, берёт свое начало в заливе, как продолжение Карибского, Юкатанского и Петлевого течения. Циркуляции также происходит из-за антициклонических круговоротов, которые выделяются Петлевым течением и движутся на запад, где они в конечном итоге рассеиваются, а также постоянным циклонический круговорот в заливе Кампече. Залив Кампече в Мексике представляет собой главную часть Мексиканского залива. Кроме того, береговая линия залива окаймлена многочисленными заливами и небольшими бухтами. Несколько рек впадают в залив, в частности, река Миссисипи и Рио-Гранде в северной части залива, а также Грихальва и Усумасинта в южной части заливе. Земля, которая формирует побережье залива, включая много длинных узких барьерных островов, почти равномерно низменна и характеризуется маршами и болотами, а также участками песчаного пляжа.
Мексиканский залив является отличным примером пассивной окраины. Континентальный шельф достаточно широк в большинстве точек вдоль побережья, особенно на полуострове Флорида и Юкатан. Шельф используется для добычи нефти с помощью морских буровых установок, большинство из которых расположены в западной части залива и в заливе Кампече. Ещё одним важным коммерческим видом деятельности является рыболовство; производится отлов различных видов окуней, меч-рыбы, а также креветок и крабов. Устриц собирают в большом масштабе во многих заливах и узких проливах. Другие важные отрасли промышленности вдоль побережья включают доставку, обработку и хранение нефтехимической продукции, военное применение, производство бумаги и туризм.
Температура теплой воды залива может питать мощные атлантические ураганы, вызывая массовую гибель людей и другие разрушения, как это произошло с ураганом Катрина в 2005 году. В Атлантике ураган будет собирать холодную воду из глубин и уменьшать вероятность того, что последующие ураганы последуют вслед за ним (теплая вода является одним из предварительных условий, необходимых для их формирования). Тем не менее, залив является более мелководным; при прохождении урагана над водой температура может снизиться, но вскоре она поднимется и станет способна поддержать ещё один тропический шторм.
Залив считается сейсмически опасным; однако, легкие толчки регистрировались на протяжении всей истории (обычно 5,0 или менее по шкале Рихтера). Землетрясения могут быть вызваны взаимодействием между нагрузкой отложений на морском дне и корректировкой земной коры.

## Гидрография
Береговая линия крайне извилиста, подвержена постоянным изменениям, особенно после сезона ураганов. Берега большей частью пологие, местами сильно заболоченные (болота Эверглейдс). Вдоль берега тянутся песчаные косы, отмели, банки, мелкие и крупные острова (остров Галвестон, Дофин-Айленд и др.). При этом происходит и постепенное обмеление северной части залива вследствие наносной деятельности рек, впадающих с северной стороны (в первую очередь реки Миссисипи). Несмотря на обмеление, площадь зеркала имеет тенденцию к увеличению, в основном за счёт эрозии пляжей и мелких островов (почти исчезнувшие острова Шанделюр) близ Луизианы. В северной части залива имеется множество более мелких заливов, бухт и гаваней (Мобильский залив и др.), а также лагун и лиманов (Пончантрен, Борнь, Морепа в Луизиане).

## Фауна
- Дельфины
- Акулы
  - Бычья акула (крайне агрессивна и особенно опасна для человека)
  - Белая акула (очень опасна для человека)
  - Лимонная акула
  - Акула-молот
- Скаты

## Население
Наиболее крупные города на побережье Мексики: Кампече, Веракрус, Тампико; Кубы: столица Гавана, США: Тампа, Сент-Питерсберг, Пенсакола в штате Флорида, Мобил в штате Алабама, Новый Орлеан в штате Луизиана, Билокси, Галфпорт и Паскагула в штате Миссисипи, Хьюстон, Галвестон и Корпус-Кристи в штате Техас. Во второй половине XX века наблюдается интенсивный рост городов и плотности населения в районе залива. Наиболее динамично развиваются курорты и нефтегазовые центры (Хьюстон).

## Хозяйственное значение
На шельфе Мексиканского залива сосредоточены значительные запасы нефти и природного газа; добыча этих полезных ископаемых ведётся в основном с помощью нефтяных платформ/нефтяных вышек. Ведётся интенсивное рыболовство — промышленное (тунец), а также любительское — (акула). В мелких бухтах выращиваются креветки. Имеет важное значение для судоходства; на берегах расположены многие порты США, Мексики и Кубы.

## Рекреационный потенциал
Будучи крупнейшим водоёмом юга США, залив традиционно имел важное транспортное значение. В XX веке к нему добавилась и рекреационная роль, когда правительства прибрежных штатов начали вкладывать деньги в развитие местной туристической инфраструктуры для стимулирования роста городов с целью привлечь сюда выходящих на пенсию жителей американского севера. С 1930-х на побережье залива устремились народные массы с самых разных концов страны. Побережье в настоящее время является излюбленным местом проведения весенних, осенних и летних каникул для жителей всей страны, особенно студентов. Особенно популярны города Панама-Сити, Пенсакола, Дестин в штате Флорида, а также Ориндж-Бич в штате Алабама. Всё побережье залива усеяно разнообразными гостиницами, частными виллами и кондоминиумами. Крупнейшим курортом Мексики является Канкун.
Далеко не всё побережье залива пригодно для полноценного отдыха. Из-за сильной заболоченности, постоянных ураганов и штормов, жаркого и влажного воздуха, низкого качества песка и мутной воды северная часть залива, особенно район устья реки Миссисипи, просто непригодны для отдыха. Тем не менее, семьи с низким социальным статусом и доходами приезжают сюда «дикарями», из-за чего побережье залива получило шутливое название «реднечья ривьера». В более привлекательных регионах (Дестин и др.) на востоке залива туристов подстерегают другие опасности (опасные отливные течения, массовые нашествия ядовитых медуз и скатов, электрические угри, множество видов акул, аллигаторы и морские крокодилы). Из-за акул большинство американцев, отдыхающих у залива, в воду либо не заходят вообще (плавая в бассейнах у гостиниц), либо просто мочат ноги и загорают.

## Экология
Северная часть залива, принадлежащая США, имеет крайне неблагоприятную экологическую обстановку. Основная причина загрязнения — злоупотребление мощными химическими удобрениями сельхозпредприятиями США для повышения урожайности сельхозкультур на полях и плантациях севернее залива. Химикаты вымываются дождями и выносятся реками в залив, где, в свою очередь стимулируют рост мелких бурых водорослей, которые в процессе своего массового размножения поглощают весь кислород в окружающей их воде, что приводит к гибели рыбы и других организмов. Другой проблемой является массовое возведение крупных жилых комплексов (кондоминиумов) непосредственно у кромки воды. Пологий, болотистый берег залива не подходит для многоэтажного строительства. Частые ураганы, которые являются природным методом обновления прибрежных регионов, вынуждают строительные фирмы проводить массовые ремонтно-строительные работы многоэтажек каждые 2—3 года, что приводит к разрушению экологического баланса в дюнах, свалкам строительного мусора, ухудшению качества песка, эрозии пляжей, исчезновению прибрежных плавней и мангровых лесов, повышению солёности в северной части залива. Более того, сточные воды с кондоминиумов привлекают акул всё ближе к берегу, а повышение солёности приводит к массовому размножению ядовитых медуз, создавая опасность для отдыхающих.

### Платформа «Deepwater Horizon»
22 апреля 2010 года после взрыва и 36-часового пожара затонула расположенная в 64 км от берега Луизианы нефтяная платформа Deepwater Horizon компании BP. Нефтяная скважина была повреждена при затоплении, и нефть из неё в течение нескольких месяцев поступала в океан. Через несколько месяцев концентрация нефти в плюме, висевшем в толще воды, значительно снизилась, а на месте бедствия оказалось большое количество микроорганизмов, перерабатывавших нефть.

## Название
В начале 2025 года администрация Дональда Трампа запретила журналистам Associated Press доступ к президентским мероприятиям в Овальном кабинете, резиденции Трампа
Мар-а-Лаго и другим местам, куда обычно приглашаются представители прессы, за то, что агентство в своих материалах вопреки указу Трампа о переименовании продолжает использовать название «Мексиканский залив». В ответ AP подала иск на администрацию Трампа, заявив, что Белый дом угрожает американским свободам, а правительство не имеет никаких прав контролировать речь. 8 апреля федеральный судья Тревор Макфадден обязал администрацию Трампа допускать корреспондентов AP на борт президентского самолета и все прочие места, доступные для других журналистов, сославшись на первую поправку к Конституции США.